# 方円流
方円流（ほうえんりゅう）とは、小倉藩の直守一が開いた武術の流派。
剣術、槍術、薙刀術、棍棒術、杖術、体術、捕手術、拳法を伝えた。

## 概要
小倉藩士の直守一（あたい もりかず）は七歳のとき神宮院法印霊芝に書を学び、庭木に釘を投げて手裏剣を学んだ。後に小倉藩士の浦野一歩に師事して制剛流を学んだ。浦野一歩は眼心流剣術、以心流居合、宝蔵院流高田派槍術、無眼流剣術、無天流剣術や素槍も修行した達人であった。
印可を得た後に諸流十六流を極め、諸流の粋と制剛流の要を切磋して遂に必勝の秘訣を悟った。師にこれを質したところ、一流を立てる事を許されて天明2年（1782年）に方円流を開いた。方円流という流派の名前の意味は「異同相応じ虚実相依る」との意味である。
門人は二千人を超えたという。直は人に応じて道歌を詠むなど、一心に教導した。又、弟子が勝負にのみこだわり、人を侮る事を戒めたという。
直は弘化4年（1847年）に95歳で死去した。死に際まで、愛用の木刀を手放さなかったという。道統は子の上田如雲守身が継承した。後に二天流6代宗家の竹村岩次郎が拳法を創始した。
現在伝承が残っているかは不明であるが、少なくとも最近までは継承者が存在したようである。また、関連は不明だが伊予大洲藩士の武知吉太夫が創始した同名の流派（捕縄術、杖術、鎖術を伝えた）があるほか、佐賀藩にも同名の砲術の流派があった。
戦後に設立された全日本古武道連盟に方円流伝承者の伊藤茂策が所属しており各地の大会で演武を行っていた。

## 主な修行者
大庭一翁
武田流合気之術第43世
保勇
少林寺流空手道錬心舘創始者
伊藤茂策（いとうしげさく）
全日本古武道連盟に所属しており、昭和40年頃に各地の大会で方円流の演武を行っていた。
四代目の篠原重兵衛一正（柳円斎）の門人である。